# Тёмно-бордовый цвет
Тёмно-бордовый («марун», англ. maroon, фр. marron, каштан) — тёмный оттенок красного цвета, называемый также красновато-коричневым или коричнево-малиновым. Близок к бордовому, является одним из стандартных цветов HTML (код 800000) и широко используется, в том числе в школьной форме и цветах учебных заведений.
Не относится к так называемым основным цветовым терминам, но имеет существенное когнитивное значение в некоторых языках[каких?][значимость факта?]. Ольга Сафуанова и Нина Корж отмечают, что носители русского языка используют цветовой термин «красновато-коричневый» («maroon»)[значимость факта?].
Вероятно, впервые данный оттенок красного «maroon» введён в книге химика Джорджа Филда в 1835 году; до того «maroon» обозначал немного другой цвет (каштаново-коричневый) и был специализированным техническим термином. В стандартном британском английском языке значение «maroon» как каштановый цвет считается устаревшим. Тем не менее, в некоторых бюрократических вариантах английского «maroon» обозначает именно каштановый/коричневый. Вероятно, такое разделение произошло из-за каталогов фирмы Winsor & Newton, которые широко распространялись по миру и практически не содержали цветовое обозначение «maroon». И, как результат, сохранилось старое восприятие цвета.
В таблице приведены синонимы, а также похожие цвета в разных языках.
| Цвет                | Hex-RGB | Название цвета                            | Язык        | Ссылка                |
| ------------------- | ------- | ----------------------------------------- | ----------- | --------------------- |
|                     | 800000  | Тёмно-бордовый                            | русский     |                       |
| Синонимы            |         |                                           |             |                       |
|                     | 800000  | Коричнево-малиновый                       | русский     | Коричнево-малиновый   |
|                     | 800000  | Granate (Гранатовый)                      | испанский   | es:Granate (color)    |
|                     | 800000  | Maroon                                    | английский  | en:Maroon (color)     |
|                     | 800000  | Bordeaux (Бордо)                          | французский | fr:Bordeaux (couleur) |
|                     | 800000  | Kasztanowy/Wiśniowy (Каштановый/Вишнёвый) | польский    | pl:Barwa kasztanowa   |
| Цвета для сравнения |         |                                           |             |                       |
|                     | 800032  | Bordeauxrot (Бордо)                       | немецкий    | de:Bordeauxrot        |
|                     | B00000  | Бордо                                     | русский     | Бордо (цвет)          |
|                     | 9B2D30  | Бордовый                                  | русский     | Бордовый              |
|                     | 954535  | Chestnut (Каштановый)                     | английский  | en:Chestnut (color)   |
|                     | CD5C5C  | Каштановый                                | русский     | Каштановый            |
|                     | 964B00  | Marron (Каштан)                           | французский | fr:Marron (couleur)   |
|                     | 8B6C42  | Châtain (Каштан, шатен)                   | французский | fr:Châtain            |